# Ad Sluijter (Epica)
Ad Sluijter (Goes, Países Bajos, 29 de noviembre de 1981) es un guitarrista neerlandés conocido sobre todo por su trabajo con la banda de metal sinfónico Epica. También contribuyó a otras bandas, como Delain.

## Trabajo con Epica
Ad fue el guitarrista principal de la banda de metal Epica anterior. Tocó en los primeros cuatro álbumes de estudio, el álbum en vivo 'The Classical Conspiracy' y el estudio de DVD 'We Will Take You With Us'.

## Trabajo con guitarras
En el DVD mencionado se puede ver que Ad usa una guitarra Ebony Gibson Les Paul Custom. También se ha dicho que había usado una guitarra Epiphone para el solo del álbum The Divine Conspiracy, y una Mesa Boogie Mark IV. Sin embargo, después que Epica obtuvo un nuevo sitio web para dar paso a un nuevo álbum, The Quantum Enigma, esta información ya no está disponible.

## Afinación
En Epica, Ad usa una guitarra de seis cuerdas afinada en Si. En todos los álbumes, esto se puede oír cómo la altura de las notas más bajas de la guitarra es Si1.

## Salida
En el sitio web de Epica se anunció que Ad se separaría del grupo el 16 de diciembre de 2008, aunque todavía tocaría para el álbum en vivo The Classical Conspiracy, en 2009. Lo reemplazó el guitarrista Isaac Delahaye.

## Discografía

### Estudio
- The Phantom Agony (2003)
- Consign to Oblivion (2005)
- The Divine Conspiracy (2007)

### Álbumes en vivo
The Classical Conspiracy (2009)

### DVD
- We Will Take You With Us (2004)